# Rio Jacuí-Mirim
Le rio Jacuí-Mirim est un cours d'eau brésilien de l'État du Rio Grande do Sul. 

## Étymologie
Jacuí-Mirim, transcrit du tupi-guarani îaku-y-mirim, signifie « petite rivière des pénélopes » : îaku signifie « pénélope » (un genre d'oiseaux de la famille des Cracidés ; jacu est encore aujourd'hui le nom vernaculaire des pénélopes au Brésil) ; y signifie « eau, rivière » ; mirim signifie « petit ».